# Sistema de Jueces de Agua de Corongo
El Sistema de Jueces de Agua de Corongo es una estructura organizativa de origen preincaico para gestionar el abastecimiento de agua, la gestión de la tierra y la memoria histórica creada por los habitantes de Corongo  en el departamento de Áncash, Perú.
Se basa en tres principios fundamentales: la solidaridad, la equidad y el respeto de la naturaleza. El objetivo es asegura la provisión hídrica equitativa y sostenible.
Los Jueces de Agua tienen el rol de liderar la gestión el agua como el mantenimiento de los canales y de velar por la conservación de los suelos así como la organización de diversas festividades como son: Pascua de Reyes, Carnavales, Semana Santa y San Pedro, patrón de la ciudad. Los jueces asumen el cargo el 1 de enero mediante una ceremonia.
En el 2013 fue declarado como Patrimonio Cultural de la Nación.
En el 2017 fue declarado Patrimonio Cultural de la Humanidad por la Unesco.